# Ženske v policijskih organizacijah
Ženske v policijskih organizacijah so bile tradicionalno  v manjšini. Henriette Arendt je bila prva policistka v Nemčiji. Zaposlila se je leta 1903. V Združenih državah Amerike se je prva ženska v policijskih organizacijah zaposlila leta 1910 in samo nekaj let kasneje v Angliji.
Od takrat naprej se v organih pregona trudijo zmanjšati spolno diskriminacijo in povečati število zaposlenih žensk v tem sektorju.
Danica Lovrečič Melihar je bila leta 1936 prva policistka v Sloveniji, kot tudi na takratnem celotnem ozemlju Jugoslavije. Danica Lovrečič Melihar je nekaj časa tudi vodila Policijsko upravo Ljubljana.